# Ian Pettersson
Ian Pettersson, född 21 juli 2002, är en svensk fotbollsspelare som spelar för FC Rosengård i Ettan Södra.

## Klubblagskarriär
Ian Petterssons moderklubb är Helsingborgs Allmänna IS. Han gick till Helsingborgs IF vid 12 års ålder.

### Helsingborgs IF
När Helsingborgs IF (HIF) i mars 2019 åkte på träningsläger till Spanien fick Pettersson en plats i truppen, då förstemålvakten Pär Hansson var skadad. Skador ledde till att han senare samma år fick göra sin allsvenska debut. I HIF:s möte med IK Sirius den 15 juli 2019 tvingades Kalle Joelsson utgå efter en skada i den första halvleken. Ian Pettersson hoppade in och blev 16 år gammal den yngsta allsvenska spelaren i HIF:s historia. Han blev också den tredje yngsta allsvenska debutanten sedan 2006. Matchen slutade med en 1-0-seger.
Säsongen 2020 ledde nya skadebekymmer till att Pettersson fick chansen vid flera tillfällen. Totalt blev det fyra allsvenska matcher säsongen 2020. Hans första match för säsongen kom i 2-2-mötet med Hammarby IF den 13 september 2020 - en match där HIF saknade de tre målvakterna Anders Lindegaard, Alexander Nilsson och Kalle Joelsson Skadeproblematiken återkom i slutet av säsongen, då Pettersson på nytt fick vakta målet när Helsingborg trillade ur allsvenskan.

### Hammarby IF
I mars 2021 blev Ian Pettersson klar för Hammarby IF. En knäskada med operation och lång rehab satte dock käppar i hjulet. Tre uttagningar till matchtruppen i allsvenskan under 2021 och a-lagsdebut på eftersäsongslägret i Marbella 2022 blev facit. Det blev totalt 19 framträdanden för Pettersson hos samarbetspartnern Hammarby TFF i division 1 norra.

### FC Rosengård
2024 gick Pettersson till FC Rosengård som var nykomling i Ettan Södra.

## Karriärstatistik
| Klubb              | Säsong             | Liga               | Liga    | Liga | Liga | Nationell cup | Nationell cup | Totalt  | Totalt |
| Klubb              | Säsong             | Division           | Matcher | Avb  | Mål  | Matcher       | Mål           | Matcher | Mål    |
| ------------------ | ------------------ | ------------------ | ------- | ---- | ---- | ------------- | ------------- | ------- | ------ |
| Helsingborgs IF    | 2019               | Allsvenskan        | 1       | 5    | 0    | 0             | 0             | 1       | 0      |
| Helsingborgs IF    | 2020               | Allsvenskan        | 4       | 17   | 0    | 1             | 0             | 5       | 0      |
| Helsingborgs IF    | Totalt             | Totalt             | 5       | 22   | 0    | 1             | 0             | 6       | 0      |
| Hammarby IF        | 2021               | Allsvenskan        | 0       | 3    | 0    | 0             | 0             | 0       | 0      |
| Hammarby TFF       | 2021               | Ettan Norra        | 7       | 13   | 0    | 0             | 0             | 7       | 0      |
| Hammarby TFF       | 2022               | Ettan Norra        | 2       | 9    | 0    | 0             | 0             | 2       | 0      |
| Hammarby TFF       | 2023               | Ettan Norra        | 10      | 18   | 0    | 0             | 0             | 10      | 0      |
| Hammarby TFF       | Totalt             | Totalt             | 19      | 43   | 0    | 0             | 0             | 19      | 0      |
| FC Rosengård       | 2024               | Ettan Södra        | 29      | 1    | 0    | 0             | 0             | 29      | 0      |
| FC Rosengård       | 2025               | Ettan Södra        | 18      | 0    | 0    | 0             | 0             | 18      | 0      |
| FC Rosengård       | Totalt             | Totalt             | 47      | 1    | 0    | 0             | 0             | 47      | 0      |
| Totalt i karriären | Totalt i karriären | Totalt i karriären | 71      | 66   | 0    | 1             | 0             | 72      | 0      |